# Eleição geral no Sudão do Sul em 2010
A eleição no Sudão do Sul foram realizadas entre os dias 11 e 15 de abril de 2010 como parte das eleições sudanesas. O resultado foi uma vitória para Salva Kiir Mayardit do Movimento Popular de Libertação do Sudão que obteve quase 93% dos votos.

## Eleição presidencial
| Candidato            | Partido | Votos     | %     |
| -------------------- | ------- | --------- | ----- |
| Salva Kiir Mayardit  | MPLS    | 2.616.613 | 92,99 |
| Lam Akol             | MPLS-DC | 197.217   | 7,01  |
| Total de votos       |         | 2.813.830 | 100   |
| Fonte: Sudan Tribune |         |           |       |

## Eleição parlamentar
| Partido                           | Votos | % | Acentos |
| --------------------------------- | ----- | - | ------- |
| MPLS                              |       |   | 160     |
| MPLS-DC                           |       |   | 2       |
| Congresso Nacional                |       |   | 1       |
| Independentes                     |       |   | 7       |
| Total                             |       |   | 170     |
| Fonte: African Elections Database |       |   |         |